# Ubiratan EC
Der Ubiratan Esporte Clube, in der Regel nur kurz Ubiratan genannt, ist ein Fußballverein aus Dourados im brasilianischen Bundesstaat Mato Grosso do Sul.

## Erfolge
- Staatsmeisterschaft von Mato Grosso do Sul: 1990, 1998, 1999
- Staatsmeisterschaft von Mato Grosso do Sul – 2nd Division  : 2013

## Stadion
Der Verein trägt seine Heimspiele im Estádio Fredis Saldívar, auch unter dem Namen Douradão bekannt, in Dourados aus. Das Stadion hat ein Fassungsvermögen von 30.000 Personen.